# Boiardo
Boiardo era um membro do mais alto escalão da nobreza feudal em muitos estados da Europa Oriental, incluindo Rus' de Kiev, Bulgária, Rússia, Valáquia e Moldávia, e mais tarde Romênia, Lituânia e entre os alemães bálticos. Os boiardos ficaram atrás apenas dos príncipes governantes (na Bulgária, czares) do século X ao século XVII. O posto sobreviveu como sobrenome na Rússia, Finlândia, Lituânia e Letônia, onde é escrito Pajari  ou Bajārs/-e.